# Bahnhof Ulrichsberg
Der Bahnhof Ulrichsberg war ein Bahnhof an der Bahnstrecke Plattling–Bayerisch Eisenstein („Waldbahn“). Das Empfangsgebäude ist erhalten und steht unter Denkmalschutz.

## Bezeichnung
Benannt ist der Bahnhof nach dem 634 m hohen Ulrichsberg, der sich oberhalb des Bahnhofs erhebt. Das geschah, weil sich die nächstgelegenen Gemeinden – Alberting und Wühn – nicht auf den Bahnhofsnamen einigen konnten.

## Betriebliche Situation
Der Bahnhof wurde beim Bau der Strecke zwischen 1874 und 1878 bei Streckenkilometer 82,2, also etwa 10 km von Deggendorf und 20 km von Plattling entfernt, am Hang mitten im Wald auf 423 m Höhe zwischen den beiden 180°-Kehren der Doppelkehrschleife angelegt, um hier eine Ausweichmöglichkeit für Zugkreuzungen zu schaffen.
Zur ursprünglichen Ausstattung der Strecke im Bereich des Bahnhofs gehörten auch Bahnwärterhäuser, eines davon war zweistöckig mit einem Anbau, der den Behälter trug, der das Wasser zum Nachfüllen der Dampflokomotiven speicherte. Das Gebäude wurde 1972 abgebrochen. Neben dem Durchfahrgleis gab es ein Kreuzungsgleis und ein Ladegleis. Letzteres diente dazu, Holz aus den umliegenden Wäldern mit der Bahn zu verfrachten.
1906 erhielt der Bahnhof ein Fahrdienstleiterstellwerk, von dem aus alle Weichen und Signale des Bahnhofs zentral bedient werden konnten. 1966 wurde es durch eine neue Anlage ersetzt. Zu diesem Zeitpunkt wurden auch die alten bayerischen Signale aus der Länderbahnzeit gegen neue Signale ausgetauscht. 2003 wurde die Kreuzungsmöglichkeit im Bahnhof Ulrichsberg aufgehoben, Stellwerk und Signale beseitigt und das Personal abgezogen.
1994 wurden die Halte der Personenzüge im Bahnhof Ulrichsberg aufgegeben, der Mittelbahnsteig im darauf folgenden Jahr beseitigt. Erst 2013 wurde mit dem Haltepunkt Grafing-Arzting, 2,5 Streckenkilometer unterhalb des ehemaligen Bahnhofs Ulrichsberg gelegen, ein gewisser Ersatz geschaffen. 1996/97 wurde die Waldbahntrasse im Bereich der Gemeinden Deggendorf und Grafling in die bayerische Denkmalliste eingetragen. Damit war auch das Empfangsgebäude des Bahnhofs Ulrichsberg als Kulturdenkmal anerkannt.

## Empfangsgebäude
Das Erdgeschoss des dreistöckigen Empfangsgebäudes ist in Granit gemauert, die beiden oberen Stockwerke in rotem Backstein, alles als Sichtmauerwerk. Zur Bahnsteigseite hat das Gebäude einen zweiachsigen Mittelrisalit mit zwei Fensterachsen, die beidseitig begleitenden Baukörper je eine Fensterachse. Das Ganze trägt ein Walmdach, das von einem Quergiebel über dem Mittelrisalit durchbrochen wird.
Ursprünglich befanden sich im Erdgeschoss des Gebäudes zwei Warteräume, einer für Reisende der 1. und 2. Klasse und einer für Reisende der 3. Klasse. Außerdem war hier bis 1910 eine Bahnmeisterei untergebracht, die für die Pflege der Strecke im Bereich der Doppelkehrschleife zuständig war. In den Obergeschossen des Gebäudes befanden sich Dienstwohnungen.
Das nach dem Abzug des Personals 2003 leerstehende Empfangsgebäude wurde 2011 von der Bahn in private Hände verkauft und von der neuen Eigentümerin 2015 bis 2018 außen und innen denkmalgerecht in Stand gesetzt.

## Wissenswert
- Das Empfangsgebäude des Bahnhofs Triefenried (Streckenkilometer 102,7) ist baugleich, aber ganz aus Granit errichtet.[1]
- Eine Lokomotive der Baureihe D V, die 1878 bei Maffei in München gebaut wurde, erhielt den Namen ULRICHSBERG.[1]